# Amedeo Della Valle
Amedeo Della Valle (Alba, 11 aprile 1993) è un cestista italiano, che gioca come guardia nella Pallacanestro Brescia, di cui è capitano.

## Biografia
È figlio di Carlo Della Valle, ex cestista.

## Carriera

### Club
Cresciuto nelle giovanili della Junior Casale Monferrato, ha esordito in Legadue a 16 anni, il 20 dicembre 2009, contro Latina. Successivamente, ha giocato nelle giovanili di Casale dal 2007 al 2011, collezionando in totale 4 presenze in prima squadra tra il 2009 e il 2011. Nel 2010-11 disputa anche il Campionato di Serie C Regionale con la maglia della Pallacanestro Trino, realizzando 18,2 punti a partita in 20 gare e conquistando la promozione in Serie C Dilettanti.
Nella stagione 2011-12 decide di trasferirsi negli Stati Uniti alla Findlay Prep High School di Henderson in Nevada. Nella sua unica stagione di high school è riuscito a battere il record di tiri da tre realizzati in una sola stagione (66) alla Findlay Prep detenuto in precedenza da Cory Joseph.
Terminata l'esperienza di high school è passato alla Ohio State University, con cui ha disputato 15 partite stagionali, arrivando a disputare il torneo NCAA 2013, perdendo la finale di West Regional. Nel 2014 rimane a Ohio State, disputando 33 partite complessive, e venendo eliminato al primo turno del torneo NCAA 2014.
Terminata la stagione universitaria, il 27 marzo 2014, viene ingaggiato dalla Pallacanestro Reggiana, squadra di Serie A. Il 27 aprile successivo, ottiene il suo primo successo in campo europeo, infatti con Reggio Emilia vince l'EuroChallenge.
La stagione successiva è sempre titolare nella regular season, risultando uno dei migliori della Reggiana e trascinandola ai play-off, dove al primo turno incontra Brindisi. Dopo aver perso in gara 7 la finale contro la Dinamo Sassari, vince la Supercoppa al PalaRuffini di Torino sconfiggendo l'Olimpia Milano per 80-68 e viene eletto MVP della competizione. Il 13 giugno 2016 la sua squadra viene battuta nuovamente in finale scudetto, nonostante le sue ottime prestazioni.
Il 22 giugno 2018 viene ufficializzato il suo passaggio nell'Olimpia Milano.
Nel gennaio 2020 si trasferisce in Spagna nella Liga ACB per giocare con il Gran Canaria. L'anno successivo resta all'estero, ma si trasferisce in Montenegro nel Budućnost, militante nella Lega Adriatica e in Eurocup.
Il 23 giugno 2021 fa ritorno nel campionato italiano, firmando con la Pallacanestro Brescia. A fine stagione vince il premio di MVP del campionato, ed anche quello come Miglior Italiano, grazie alle ottime prestazioni ottenute nell'arco di tutto l'anno. Il 9 giugno 2022 rescinde il contratto con la società lombarda, con la speranza di trovare sbocchi in squadre di Eurolega, salvo tornare sui suoi passi il 26 luglio successivo, firmando con Brescia un nuovo accordo biennale.
Nella stagione 2022-2023 ottiene il titolo di MVP e Miglior Italiano nella Final Eight di Torino, dove il 19 febbraio 2023 contribuisce notevolmente alla storica e prima vittoria assoluta della Pallacanestro Brescia in Coppa Italia.
Il 6 giugno 2023 estende il suo contratto con la Pallacanestro Brescia, firmando un accordo triennale, senza alcun tipo di uscita dal club. Dalla stagione 2023-2024, dopo il ritiro dall'attività agonistica di David Moss, diventa ufficialmente il nuovo capitano del Brescia.

### Nazionale
Della Valle ha esordito con l'Italia under 20 all'Europeo Under-20 il 9 luglio 2013, mettendo a referto 10 punti nella vittoria contro la Francia under 20. Al termine della manifestazione, vinta dall'Italia, viene nominato MVP.
Ha esordito in nazionale maggiore disputando l'All Star Game 2014 e realizzando 14 punti. Successivamente ha partecipato con la nazionale italiana all'Europeo 2015 guadagnando un quinto posto finale e, sempre con l'Italbasket, ha disputato anche il Mondiale 2019.

## Statistiche

### NCAA
| Anno      | Squadra             | PG | PT  | MP   | TC%  | 3P%  | TL%  | RP  | AP  | PRP | SP  | PP  |
| --------- | ------------------- | -- | --- | ---- | ---- | ---- | ---- | --- | --- | --- | --- | --- |
| 2012-2013 | Ohio State Buckeyes | 15 | 0   | 7,3  | 37,5 | 38,5 | 50,0 | 1,5 | 0,3 | 0,3 | 0,4 | 2,5 |
| 2013-2014 | Ohio State Buckeyes | 33 | 0   | 11,9 | 34,7 | 32,4 | 65,8 | 1,8 | 0,2 | 0,2 | 0,2 | 4,0 |
| Carriera  | Carriera            | 48 | 171 | 10,5 | 35,3 | 34,0 | 63,0 | 1,7 | 0,2 | 0,2 | 0,3 | 3,6 |

#### Massimi in carriera
- Massimo di punti: 17 vs. North Florida (29 novembre 2013)[11]
- Massimo di rimbalzi: 6 vs. Nebraska-Lincoln (14 marzo 2014)
- Massimo di assist: 2 (2 volte)
- Massimo di palle rubate: 2 vs. Nebraska-Lincoln (14 marzo 2014)
- Massimo di stoppate: 3 vs. Nebraska-Lincoln (14 marzo 2014)
- Massimo di minuti giocati: 23 vs. Louisiana-Monroe (27 dicembre 2013)

### Club
| Anno      | Squadra        | PG  | PT | MP   | TC%  | 3P%  | TL%  | RP  | AP  | PRP | SP  | PP   |
| --------- | -------------- | --- | -- | ---- | ---- | ---- | ---- | --- | --- | --- | --- | ---- |
| 2013-2014 | Pall. Reggiana | 1   | -  | 7,0  | 0,0  | -    | -    | 1,0 | 1,0 | 0,0 | 0,0 | 0,0  |
| 2014-2015 | Pall. Reggiana | 30  | -  | 22,6 | 37,4 | 33,1 | 82,2 | 2,8 | 1,3 | 1,1 | 0,0 | 9,1  |
| 2015-2016 | Pall. Reggiana | 29  | -  | 26,7 | 37,2 | 38,9 | 85,3 | 2,6 | 2,4 | 1,3 | 0,0 | 12,5 |
| 2016-2017 | Pall. Reggiana | 27  | -  | 29,1 | 43,2 | 43,1 | 90,2 | 2,5 | 1,9 | 1,0 | 0,1 | 15,8 |
| 2017-2018 | Pall. Reggiana | 26  | -  | 29,7 | 38,4 | 29,8 | 90,5 | 3,0 | 3,0 | 1,2 | 0,1 | 14,6 |
| 2018-2019 | Olimpia Milano | 26  | -  | 17,6 | 43,3 | 37,8 | 92,9 | 1,5 | 1,4 | 0,7 | 0,2 | 8,1  |
| 2019-2020 | Olimpia Milano | 19  | -  | 13,2 | 36,7 | 25,8 | 97,0 | 1,5 | 0,4 | 0,8 | 0,0 | 4,4  |
| 2020-2021 | Gran Canaria   | 4   | -  | 22,5 | 34,5 | 0,0  | 82,4 | 1,3 | 1,0 | 1,8 | 0,0 | 8,5  |
| 2020-2021 | Budućnost      | 20  | -  | 18,9 | 37,0 | 30,7 | 88,2 | 1,4 | 1,6 | 1,1 | 0,5 | 8,1  |
| 2021-2022 | Brescia        | 28  | -  | 29,8 | 46,8 | 40,5 | 89,8 | 2,8 | 4,0 | 1,3 | 0,1 | 18,5 |
| 2022-2023 | Brescia        | 29  | -  | 29,3 | 41,1 | 37,2 | 94,0 | 2,2 | 4,1 | 1,1 | 0,3 | 16,5 |
| 2023-2024 | Brescia        | 29  | -  | 26,0 | 43,8 | 40,9 | 91,9 | 2,6 | 2,9 | 1,0 | 0,1 | 13,0 |
| 2024-2025 | Brescia        | 30  | -  | 29,2 | 38,9 | 39,4 | 90,2 | 2,8 | 3,5 | 0,9 | 0,2 | 15,8 |
| Carriera  | Carriera       | 298 | -  | 25,2 | 40,8 | 37,5 | 90,0 | 2,4 | 2,5 | 1,1 | 0,1 | 12,7 |

### Eurolega
| Anno      | Squadra        | PG | PT | MP   | TC%  | 3P%  | TL%  | RP  | AP  | PRP | SP  | PP  |
| --------- | -------------- | -- | -- | ---- | ---- | ---- | ---- | --- | --- | --- | --- | --- |
| 2018-2019 | Olimpia Milano | 12 | 0  | 6,1  | 40,0 | 35,7 | 100  | 0,8 | 0,2 | 0,1 | 0,2 | 2,1 |
| 2019-2020 | Olimpia Milano | 21 | 0  | 12,9 | 50,0 | 50,0 | 83,7 | 0,9 | 0,5 | 0,5 | 0,0 | 5,9 |
| Carriera  | Carriera       | 33 | 0  | 9,8  | 47,8 | 45,5 | 85,1 | 0,8 | 0,4 | 0,3 | 0,1 | 4,5 |

### Eurocup
| Anno      | Squadra        | PG | PT | MP   | TC%  | 3P%  | TL%  | RP  | AP  | PRP | SP  | PP   |
| --------- | -------------- | -- | -- | ---- | ---- | ---- | ---- | --- | --- | --- | --- | ---- |
| 2014-2015 | Pall. Reggiana | 10 | 1  | 24,0 | 40,0 | 42,0 | 84,6 | 2,1 | 2,0 | 1,3 | 0,0 | 10,7 |
| 2015-2016 | Pall. Reggiana | 16 | 8  | 26,2 | 42,7 | 42,5 | 83,0 | 2,0 | 2,0 | 1,0 | 0,2 | 12,5 |
| 2017-2018 | Pall. Reggiana | 19 | 15 | 30,0 | 42,7 | 30,7 | 86,8 | 3,2 | 3,1 | 1,4 | 0,2 | 17,5 |
| 2020-2021 | Gran Canaria   | 2  | 2  | 23,9 | 57,9 | 16,7 | 100  | 1,5 | 1,5 | 1,0 | 0,5 | 13,0 |
| 2020-2021 | Budućnost      | 9  | 4  | 19,7 | 36,2 | 36,4 | 100  | 1,2 | 1,2 | 0,7 | 0,0 | 9,0  |
| 2022-2023 | Brescia        | 18 | 18 | 26,6 | 40,1 | 32,9 | 90,4 | 1,6 | 4,6 | 0,8 | 0,0 | 14,2 |
| Carriera  | Carriera       | 74 | 48 | 26,1 | 41,6 | 36,0 | 88,0 | 2,1 | 2,8 | 1,1 | 0,1 | 13,6 |

### Cronologia presenze e punti in Nazionale
| Cronologia completa delle presenze e dei punti in Nazionale - Italia | Cronologia completa delle presenze e dei punti in Nazionale - Italia | Cronologia completa delle presenze e dei punti in Nazionale - Italia | Cronologia completa delle presenze e dei punti in Nazionale - Italia | Cronologia completa delle presenze e dei punti in Nazionale - Italia | Cronologia completa delle presenze e dei punti in Nazionale - Italia | Cronologia completa delle presenze e dei punti in Nazionale - Italia | Cronologia completa delle presenze e dei punti in Nazionale - Italia |
| Data                                                                 | Città                                                                | In casa                                                              | Risultato                                                            | Ospiti                                                               | Competizione                                                         | Punti                                                                | Note                                                                 |
| -------------------------------------------------------------------- | -------------------------------------------------------------------- | -------------------------------------------------------------------- | -------------------------------------------------------------------- | -------------------------------------------------------------------- | -------------------------------------------------------------------- | -------------------------------------------------------------------- | -------------------------------------------------------------------- |
| 13/04/2014                                                           | Ancona                                                               | Italia                                                               | 76 - 59                                                              | World Stars                                                          | All Star Game                                                        | 14                                                                   | [ 12 ]                                                               |
| 10/07/2014                                                           | Trento                                                               | Italia                                                               | 91 - 59                                                              | Germania                                                             | Torneo amichevole                                                    | 7                                                                    | [ 13 ]                                                               |
| 11/07/2014                                                           | Trento                                                               | Italia                                                               | 74 - 58                                                              | Paesi Bassi                                                          | Torneo amichevole                                                    | 0                                                                    | [ 14 ]                                                               |
| 12/07/2014                                                           | Trento                                                               | Italia                                                               | 74 - 68                                                              | Belgio                                                               | Torneo amichevole                                                    | 2                                                                    | [ 15 ]                                                               |
| 18/07/2014                                                           | Sarajevo                                                             | Italia                                                               | 60 - 76                                                              | Montenegro                                                           | Torneo amichevole                                                    | 3                                                                    | [ 16 ]                                                               |
| 19/07/2014                                                           | Sarajevo                                                             | Bosnia ed Erzegovina                                                 | 70 - 75                                                              | Italia                                                               | Torneo amichevole                                                    | 3                                                                    | [ 17 ]                                                               |
| 20/07/2014                                                           | Sarajevo                                                             | Italia                                                               | 89 - 77                                                              | Bielorussia                                                          | Torneo amichevole                                                    | 0                                                                    | [ 18 ]                                                               |
| 25/07/2014                                                           | Skopje                                                               | Montenegro                                                           | 84 - 86                                                              | Italia                                                               | Torneo amichevole                                                    | 0                                                                    | [ 19 ]                                                               |
| 26/07/2014                                                           | Skopje                                                               | Macedonia                                                            | 56 - 63                                                              | Italia                                                               | Torneo amichevole                                                    | 0                                                                    | [ 20 ]                                                               |
| 27/07/2014                                                           | Skopje                                                               | Polonia                                                              | 65 - 73                                                              | Italia                                                               | Torneo amichevole                                                    | 3                                                                    | [ 21 ]                                                               |
| 03/08/2014                                                           | Trieste                                                              | Italia                                                               | 74 - 71                                                              | Canada                                                               | Torneo amichevole                                                    | 0                                                                    | [ 22 ]                                                               |
| 04/08/2014                                                           | Trieste                                                              | Italia                                                               | 99 - 71                                                              | Bosnia ed Erzegovina                                                 | Torneo amichevole                                                    | 3                                                                    | [ 23 ]                                                               |
| 05/08/2014                                                           | Trieste                                                              | Italia                                                               | 80 - 71                                                              | Serbia                                                               | Torneo amichevole                                                    | 0                                                                    | [ 24 ]                                                               |
| 13/08/2014                                                           | Mosca                                                                | Russia                                                               | 63 - 65                                                              | Italia                                                               | Qual. Euro 2015                                                      | 0                                                                    | [ 25 ]                                                               |
| 24/08/2014                                                           | Cagliari                                                             | Italia                                                               | 68 - 72                                                              | Russia                                                               | Qual. Euro 2015                                                      | 0                                                                    | [ 26 ]                                                               |
| 30/07/2015                                                           | Trento                                                               | Italia                                                               | 64 - 52                                                              | Paesi Bassi                                                          | Torneo amichevole                                                    | 2                                                                    | [ 27 ]                                                               |
| 31/07/2015                                                           | Trento                                                               | Italia                                                               | 64 - 54                                                              | Austria                                                              | Torneo amichevole                                                    | 2                                                                    | [ 28 ]                                                               |
| 01/08/2015                                                           | Trento                                                               | Italia                                                               | 68 - 69                                                              | Germania                                                             | Torneo amichevole                                                    | 7                                                                    | [ 29 ]                                                               |
| 14/08/2015                                                           | Tbilisi                                                              | Italia                                                               | 82 - 63                                                              | Lettonia                                                             | Torneo amichevole                                                    | 0                                                                    | [ 30 ]                                                               |
| 21/08/2015                                                           | Capodistria                                                          | Italia                                                               | 86 - 62                                                              | Finlandia                                                            | Torneo amichevole                                                    | 0                                                                    | [ 31 ]                                                               |
| 22/08/2015                                                           | Capodistria                                                          | Italia                                                               | 75 - 77                                                              | Ucraina                                                              | Torneo amichevole                                                    | 0                                                                    | [ 32 ]                                                               |
| 23/08/2015                                                           | Capodistria                                                          | Slovenia                                                             | 76 - 67                                                              | Italia                                                               | Torneo amichevole                                                    | 0                                                                    | [ 33 ]                                                               |
| 28/08/2015                                                           | Trieste                                                              | Italia                                                               | 91 - 90                                                              | Georgia                                                              | Torneo amichevole                                                    | 5                                                                    | [ 34 ]                                                               |
| 29/08/2015                                                           | Trieste                                                              | Italia                                                               | 90 - 69                                                              | Università statale del Michigan                                      | Torneo amichevole                                                    | 3                                                                    | [ 35 ]                                                               |
| 30/08/2015                                                           | Trieste                                                              | Italia                                                               | 68 - 63                                                              | Russia                                                               | Torneo amichevole                                                    | 0                                                                    | [ 36 ]                                                               |
| 05/09/2015                                                           | Berlino                                                              | Italia                                                               | 87 - 89                                                              | Turchia                                                              | EuroBasket 2015 - Fase a gironi                                      | 0                                                                    | [ 37 ]                                                               |
| 06/09/2015                                                           | Berlino                                                              | Italia                                                               | 71 - 64                                                              | Islanda                                                              | EuroBasket 2015 - Fase a gironi                                      | 0                                                                    | [ 38 ]                                                               |
| 08/09/2015                                                           | Berlino                                                              | Italia                                                               | 105 - 98                                                             | Spagna                                                               | EuroBasket 2015 - Fase a gironi                                      | 0                                                                    | [ 39 ]                                                               |
| 09/09/2015                                                           | Berlino                                                              | Germania                                                             | 82 - 89 dts                                                          | Italia                                                               | EuroBasket 2015 - Fase a gironi                                      | 0                                                                    | [ 40 ]                                                               |
| 10/09/2015                                                           | Berlino                                                              | Italia                                                               | 82 - 101                                                             | Serbia                                                               | EuroBasket 2015 - Fase a gironi                                      | 3                                                                    | [ 41 ]                                                               |
| 13/09/2015                                                           | Lilla                                                                | Italia                                                               | 82 - 52                                                              | Israele                                                              | EuroBasket 2015 - Ottavi                                             | 8                                                                    | [ 42 ]                                                               |
| 16/09/2015                                                           | Lilla                                                                | Italia                                                               | 85 - 95 dts                                                          | Lituania                                                             | EuroBasket 2015 - Quarti                                             | 0                                                                    | [ 43 ]                                                               |
| 17/09/2015                                                           | Lilla                                                                | Italia                                                               | 85 - 70                                                              | Rep. Ceca                                                            | EuroBasket 2015 - Gara 5º posto                                      | 0                                                                    | [ 44 ]                                                               |
| 25/06/2016                                                           | Bologna                                                              | Italia                                                               | 106 - 70                                                             | Filippine                                                            | Torneo amichevole                                                    | 6                                                                    | [ 45 ]                                                               |
| 26/06/2016                                                           | Bologna                                                              | Italia                                                               | 71 - 74                                                              | Canada                                                               | Torneo amichevole                                                    | 4                                                                    | [ 46 ]                                                               |
| 30/06/2016                                                           | Bologna                                                              | Italia                                                               | 83 - 70                                                              | Porto Rico                                                           | Amichevole                                                           | 0                                                                    | [ 47 ]                                                               |
| 30/07/2017                                                           | Trento                                                               | Italia                                                               | 66 - 57                                                              | Paesi Bassi                                                          | Torneo amichevole                                                    | 8                                                                    | [ 48 ]                                                               |
| 09/08/2017                                                           | Cagliari                                                             | Italia                                                               | 74 - 68                                                              | Finlandia                                                            | Amichevole                                                           | 2                                                                    | [ 49 ]                                                               |
| 11/08/2017                                                           | Cagliari                                                             | Italia                                                               | 75 - 70                                                              | Finlandia                                                            | Torneo amichevole                                                    | 1                                                                    | [ 50 ]                                                               |
| 18/08/2017                                                           | Tolosa                                                               | Montenegro                                                           | 66 - 67                                                              | Italia                                                               | Torneo amichevole                                                    | 0                                                                    | [ 51 ]                                                               |
| 19/08/2017                                                           | Tolosa                                                               | Belgio                                                               | 80 - 60                                                              | Italia                                                               | Torneo amichevole                                                    | 7                                                                    | [ 52 ]                                                               |
| 20/08/2017                                                           | Tolosa                                                               | Francia                                                              | 88 - 63                                                              | Italia                                                               | Torneo amichevole                                                    | 0                                                                    | [ 53 ]                                                               |
| 23/08/2017                                                           | Atene                                                                | Serbia                                                               | 73 - 65                                                              | Italia                                                               | Torneo Acropolis 2017                                                | 0                                                                    | [ 54 ]                                                               |
| 24/08/2017                                                           | Atene                                                                | Grecia                                                               | 73 - 70 dts                                                          | Italia                                                               | Torneo Acropolis 2017                                                | 5                                                                    | [ 55 ]                                                               |
| 24/11/2017                                                           | Torino                                                               | Italia                                                               | 75 - 70                                                              | Romania                                                              | Qual. Mondiali 2019                                                  | 16                                                                   | [ 56 ]                                                               |
| 26/11/2017                                                           | Zagabria                                                             | Croazia                                                              | 64 - 80                                                              | Italia                                                               | Qual. Mondiali 2019                                                  | 25                                                                   | [ 57 ]                                                               |
| 23/02/2018                                                           | Treviso                                                              | Italia                                                               | 80 - 62                                                              | Paesi Bassi                                                          | Qual. Mondiali 2019                                                  | 22                                                                   | [ 58 ]                                                               |
| 26/02/2018                                                           | Cluj-Napoca                                                          | Romania                                                              | 50 - 101                                                             | Italia                                                               | Qual. Mondiali 2019                                                  | 29                                                                   | [ 59 ]                                                               |
| 28/06/2018                                                           | Trieste                                                              | Italia                                                               | 72 - 78                                                              | Croazia                                                              | Qual. Mondiali 2019                                                  | 0                                                                    | [ 60 ]                                                               |
| 14/09/2018                                                           | Bologna                                                              | Italia                                                               | 101 - 82                                                             | Polonia                                                              | Qual. Mondiali 2019                                                  | 28                                                                   | [ 61 ]                                                               |
| 17/09/2018                                                           | Debrecen                                                             | Ungheria                                                             | 63 - 69                                                              | Italia                                                               | Qual. Mondiali 2019                                                  | 7                                                                    | [ 62 ]                                                               |
| 22/02/2019                                                           | Varese                                                               | Italia                                                               | 75 - 41                                                              | Ungheria                                                             | Qual. Mondiali 2019                                                  | 15                                                                   | [ 63 ]                                                               |
| 30/07/2019                                                           | Trento                                                               | Italia                                                               | 88 - 60                                                              | Romania                                                              | Torneo amichevole                                                    | 7                                                                    | [ 64 ]                                                               |
| 31/07/2019                                                           | Trento                                                               | Italia                                                               | 69 - 58                                                              | Costa d'Avorio                                                       | Torneo amichevole                                                    | 2                                                                    | [ 65 ]                                                               |
| 08/08/2019                                                           | Verona                                                               | Italia                                                               | 111 - 54                                                             | Senegal                                                              | Torneo amichevole                                                    | 11                                                                   | [ 66 ]                                                               |
| 09/08/2019                                                           | Verona                                                               | Italia                                                               | 70 - 72                                                              | Russia                                                               | Torneo amichevole                                                    | 9                                                                    | [ 67 ]                                                               |
| 10/08/2019                                                           | Verona                                                               | Italia                                                               | 72 - 54                                                              | Venezuela                                                            | Torneo amichevole                                                    | 8                                                                    | [ 68 ]                                                               |
| 16/08/2019                                                           | Atene                                                                | Grecia                                                               | 83 - 63                                                              | Italia                                                               | Torneo Acropolis 2019                                                | 6                                                                    | [ 69 ]                                                               |
| 17/08/2019                                                           | Atene                                                                | Italia                                                               | 64 - 96                                                              | Serbia                                                               | Torneo Acropolis 2019                                                | 9                                                                    | [ 70 ]                                                               |
| 18/08/2019                                                           | Atene                                                                | Italia                                                               | 70 - 72                                                              | Turchia                                                              | Torneo Acropolis 2019                                                | 6                                                                    | [ 71 ]                                                               |
| 25/08/2019                                                           | Shenyang                                                             | Italia                                                               | 80 - 82                                                              | Francia                                                              | Torneo amichevole                                                    | 1                                                                    | [ 72 ]                                                               |
| 26/08/2019                                                           | Anshan                                                               | Italia                                                               | 82 - 88                                                              | Nuova Zelanda                                                        | Torneo amichevole                                                    | 4                                                                    | [ 73 ]                                                               |
| 31/08/2019                                                           | Foshan                                                               | Italia                                                               | 108 - 62                                                             | Filippine                                                            | Mondiali 2019 - 1ª fase a gironi                                     | 17                                                                   | [ 74 ]                                                               |
| 02/09/2019                                                           | Foshan                                                               | Italia                                                               | 92 - 61                                                              | Angola                                                               | Mondiali 2019 - 1ª fase a gironi                                     | 8                                                                    | [ 75 ]                                                               |
| 04/09/2019                                                           | Foshan                                                               | Italia                                                               | 77 - 92                                                              | Serbia                                                               | Mondiali 2019 - 1ª fase a gironi                                     | 0                                                                    | [ 76 ]                                                               |
| 06/09/2019                                                           | Wuhan                                                                | Italia                                                               | 60 - 67                                                              | Spagna                                                               | Mondiali 2019 - 2ª fase a gironi                                     | 6                                                                    | [ 77 ]                                                               |
| 08/09/2019                                                           | Wuhan                                                                | Italia                                                               | 94 - 89 dts                                                          | Porto Rico                                                           | Mondiali 2019 - 2ª fase a gironi                                     | 0                                                                    | [ 78 ]                                                               |
| 30/11/2020                                                           | Tallinn                                                              | Russia                                                               | 66 - 70                                                              | Italia                                                               | Qual. Euro 2022                                                      | 3                                                                    | [ 79 ]                                                               |
| 18/02/2021                                                           | Perm'                                                                | Italia                                                               | 92 - 84                                                              | Macedonia del Nord                                                   | Qual. Euro 2022                                                      | 8                                                                    | [ 80 ]                                                               |
| 19/02/2021                                                           | Perm'                                                                | Italia                                                               | 101 - 105 dts                                                        | Estonia                                                              | Qual. Euro 2022                                                      | 4                                                                    | [ 81 ]                                                               |
| 24/02/2022                                                           | Hafnarfjörður                                                        | Islanda                                                              | 107 - 105 dts                                                        | Italia                                                               | Qual. Mondiali 2023                                                  | 9                                                                    | [ 82 ]                                                               |
| 27/02/2022                                                           | Bologna                                                              | Italia                                                               | 95 - 87                                                              | Islanda                                                              | Qual. Mondiali 2023                                                  | 26                                                                   | [ 83 ]                                                               |
| 25/06/2022                                                           | Trieste                                                              | Italia                                                               | 71 - 90                                                              | Slovenia                                                             | Amichevole                                                           | 6                                                                    | [ 84 ]                                                               |
| 04/07/2022                                                           | Almere                                                               | Paesi Bassi                                                          | 81 - 92                                                              | Italia                                                               | Qual. Mondiali 2023                                                  | 0                                                                    | [ 85 ]                                                               |
| 12/08/2022                                                           | Bologna                                                              | Italia                                                               | 78 - 79 dts                                                          | Francia                                                              | Amichevole                                                           | 0                                                                    | [ 86 ]                                                               |
| 16/08/2022                                                           | Montpellier                                                          | Francia                                                              | 100 - 68                                                             | Italia                                                               | Amichevole                                                           | 2                                                                    | [ 87 ]                                                               |
| 20/08/2022                                                           | Amburgo                                                              | Italia                                                               | 96 - 80                                                              | Rep. Ceca                                                            | Torneo amichevole                                                    | 0                                                                    | [ 88 ]                                                               |
| Totale                                                               |                                                                      | Presenze                                                             | 77                                                                   |                                                                      | Punti                                                                | 392                                                                  |                                                                      |

## Palmarès

### Club
- Campionato montenegrino: 1

Budućnost: 2020-21
- Coppa del Montenegro: 1

Budućnost: 2021
- EuroChallenge: 1

Reggiana: 2013-14
- Coppa Italia: 1

Brescia: 2023
- Supercoppa italiana: 2

Reggiana: 2015
Olimpia Milano: 2018

### Nazionale
- Europei Under-20: 1

 Estonia 2013

### Individuale
- MVP Europeo Under-20: 1

Estonia 2013
- MVP Supercoppa italiana: 1

Reggiana: 2015
- All-Eurocup First Team: 1

Reggiana: 2017-2018
- MVP Serie A: 1

Brescia: 2021-2022
- MVP Coppa Italia: 1

Brescia: 2023